# Новоп'ятинська сільська рада
Новоп'я́тинська сільська рада (рос. Новопятинский сельский совет) — сільське поселення у складі Нижньоломовського району Пензенської області Росії.
Адміністративний центр — село Нова П'ятина.

## Населення
Населення — 370 осіб (2019; 487 в 2010, 650 у 2002).

## Склад
До складу сільської ради входять:
| Населений пункт    | Населення, осіб (2002) | Населення, осіб (2010) |
| ------------------ | ---------------------- | ---------------------- |
| Кривозер'є, село   | 204                    | 152                    |
| Нова Нявка, село   | 108                    | 64                     |
| Нова П'ятина, село | 338                    | 271                    |